# یواس‌اس ساترلی (دی‌دی-۱۹۰)
یواس‌اس ساترلی (دی‌دی-۱۹۰) (به انگلیسی: USS Satterlee (DD-190)) یک زیردریایی بود که طول آن ۳۱۴ فوت ۵ اینچ (۹۵٫۸۳ متر) بود. این زیردریایی در سال ۱۹۱۸ ساخته شد.